# Jules Violle
Jules Louis Gabriel Violle ( *16 de noviembre de 1841, Langres - 12 de septiembre de 1923, Fixin) fue un físico e inventor francés.
Es conocido por haber determinado la constante solar en Mont Blanc en 1875, y en 1881, por proponer un estándar para la intensidad luminosa, llamado el Violle, igual a la luz emitida por 1 cm² de platino a su punto de fusión. (destacó por ser la primera unidad de intensidad luminosa que no dependía de las propiedades de una lámpara determinada, pero fue sustituida la candela, la unidad del SI.)
A lo largo de su vida, Violle estuvo en varios colegios incluyendo la Universidad de Lyon y el Conservatoire National des Arts et Métiers en París. Fue uno de los fundadores del Institut d'optique théorique et appliquée y la École supérieure d'optique. Desarrolló e inventó varios dispositivos para la medición de la radiación, y determinó los puntos de solidificación y fusión del paladio.
Se especula con la idea de que Violle tomo la identidad secreta de Fulcanelli, un alquimista francés contemporáneo cuya identidad no se conoce con certeza.
- Datos: Q716352